# St-Jean-de-la-Porte-Latine (Bergonce)

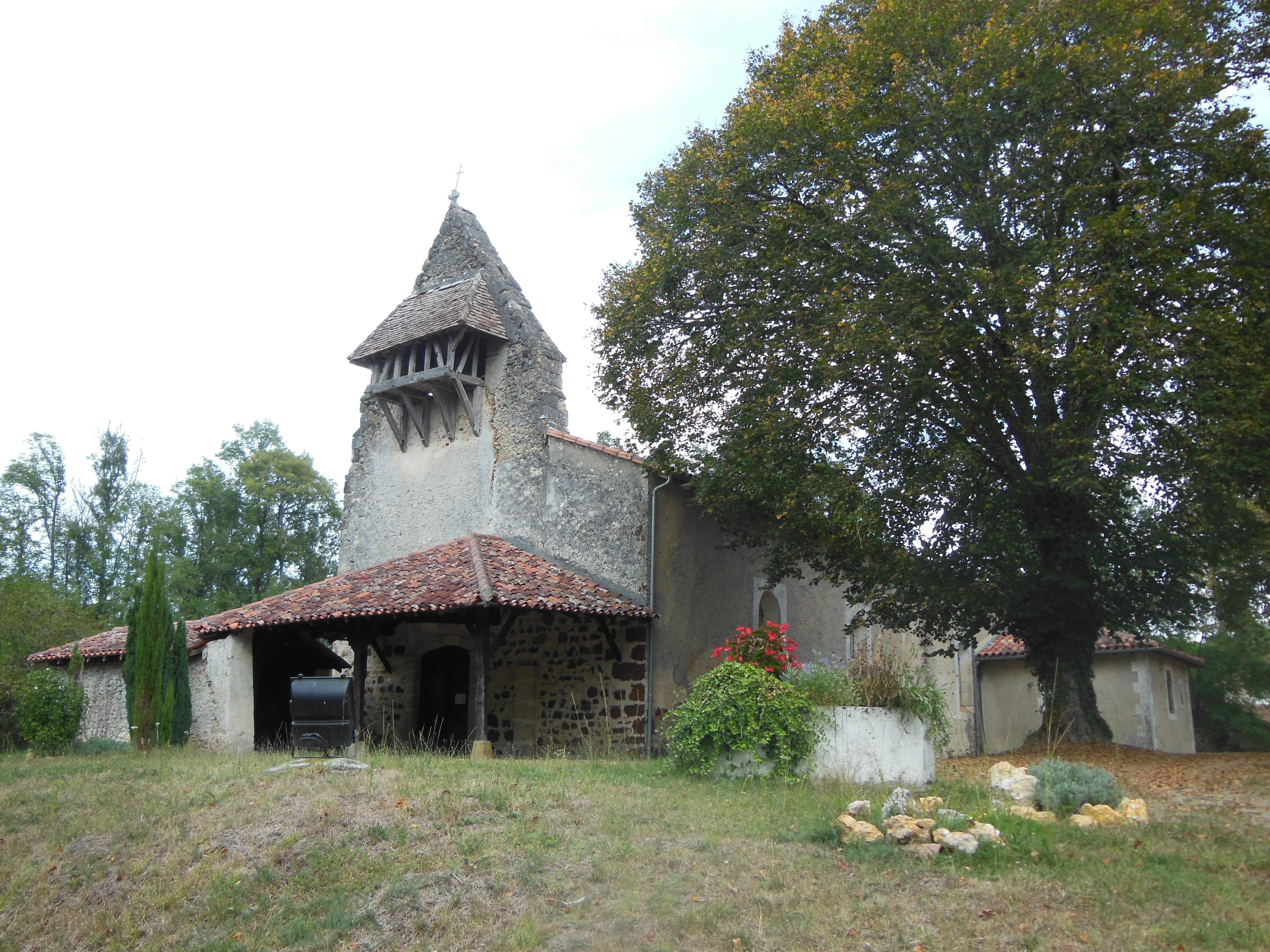
Kirche St-Jean-de-la-Porte-Latine

Die römisch-katholische Kirche St-Jean-de-la-Porte-Latine (deutsch: St. Johannes vor dem Lateinischen Tor) befindet sich in Bourriot-Bergonce, einer französischen Gemeinde im Département Landes in der Region Nouvelle-Aquitaine.

## Geschichte
Die Kirche St-Jean ist dem Apostel Johannes gewidmet, der einer Legende nach bei der Porta Latina in Rom in siedendes Öl geworfen wurde, das ihm jedoch nichts anhaben konnte. Dies ist bereits im 3. Jahrhundert bei Tertullian bezeugt.
Die erste, einfache Kirche in Bergonce wurde vermutlich im 11. Jahrhundert errichtet. Außer vielleicht einem Teil der Wand des Langhauses ist heute aus dieser Epoche nichts übrig geblieben. Das Gebäude wurde im Laufe der Jahrhunderte stark verändert und das Fehlen von Elementen mit Jahreszahlen erlaubt auch keine genaue Angaben über die Chronologie der aufeinanderfolgenden Arbeiten. Im 18. Jahrhundert wurde der Glockengiebel, der offene Vorraum mit Holzpfeilern und der Haupteingang geschaffen. Die Apsis und die Sakristei wurden in der zweiten Hälfte des 19. Jahrhunderts neu gebaut, möglicherweise in den Jahren 1865 bis 1867, als Glasfenster in neuen Fensteröffnungen eingesetzt wurden. Zu Beginn des 19. Jahrhunderts wurde im Süden des Langhauses ein überdimensionales Kreuz aus Stein aufgestellt, das vormals ein Friedhofskreuz gewesen war.
Das einschiffige Langhaus wird durch die dreiwandige Apsis verlängert, die etwas schmaler als das Langhaus ist und von der Sakristei flankiert wird. Das Kirchenschiff wird von einer modernen Täfelung aus Kiefer und einem sichtbaren Balkenwerk gedeckt, das nach dem Abbau eines falschen Gewölbes aus Gips freigelegt wurde. Der Haupteingang besitzt Türflügel aus Eichenholz und einen Sturz in Form eines Flachbogens. Das Gebäude ist prinzipiell mit Bruchsteinen aus Kalkstein und eisenhaltigem Sandstein, Garluche genannt, gemischt mit Ziegelsteinen gemauert. Die Verzahnung an den Mauerecken des Langhauses sind mit Garluche realisiert, an der Apsis mit Werksteinen aus Kalkstein.
Neun Glasfenster sind Werke des Glasmalers Gustave Pierre Dagrant aus Bordeaux, die 1904 entstanden sind. Sie zeigen biblische Personen und Szenen:
- das Motiv des Herzen Jesu,
- den heiligen Paulus mit Buch und Schwert,
- den Evangelisten Johannes mit seinem Evangelistensymbol, dem Adler, einem Buch und einer Feder,
- das Motiv der Himmelfahrt Christi,
- das Motiv der Verkündigung des Herrn,
- das Motiv der Auferstehung Jesu Christi,
- das Motiv der Geburt Christi,
- das Motiv der Kreuzigung Christi mit Anwesenheit Maria Magdalenas und
- das Motiv des letzten Abendmahls mit Jesus und Johannes, die im Schlaf begriffen sind.

Die Kirche hat mehrere Ausstattungsgegenstände aus der Zeit des Ancien Régime bewahren können, beispielsweise ein Taufbecken aus dem Jahre 1758, die Umzäunung des Chors aus Schmiedeeisen, ein Gemälde aus dem Jahre 1767, das die Begegnung des Paulus mit dem auferstandenen Jesus Christus auf dem Weg nach Damaskus illustriert und vom Maler J.–B. Smets aus Auch signiert ist, und eine Statue des Johannes. Die beiden letzten Objekte sind seit dem 28. November 1989 als Monument historique eingeschrieben. Die Sakristei birgt einige weitere Gegenstände derselben Epoche. Der Rest der Kirchenausstattung datiert aus dem 19. Jahrhundert. Diese und viele weitere Objekte sind als nationale Kulturgüter registriert.